# Долина (Украјина)
Долина (укр. Долина) градић је у Украјини, у Ивано-Франкивској области. Према процени из 2012. у граду је живело 20.545 становника.

## Становништво
Према процени, у граду је 2012. живело 20.545 становника.
| 1979.  | 1989.  | 2001.  | 2012.  |
| ------ | ------ | ------ | ------ |
| 18.182 | 22.680 | 20.906 | 20.545 |

## Партнерски градови
- Грођиск Вјелкополски
- Њемодлин
- Новоград-Волински
- Саки Рубижне